# Từ Lương Xâm
Từ Lương Xâm nằm ở phía Đông Bắc phường Nam Hải, quận Hải An, thành phố Hải Phòng (xưa thuộc xã Lương Xâm, huyện An Dương, phủ Kinh Môn, trấn Hải Dương). Từ có kiến trúc chính quay về hướng Đông với bố cục kiểu nội công, ngoại quốc; được dựng trên khu đất cao, có nhiều cây cổ thụ, trên nền bản doanh và kho lương của Ngô Quyền chống giặc Nam Hán xưa. Đây là nơi Ngô Quyền nhiều lần trực tiếp chỉ huy tác chiến.
Từ Lương Xâm là di tích lịch sử văn hóa cấp quốc gia năm 1986, chứa đựng nhiều nội dung liên quan đến chiến thắng Bạch Đằng lần thứ nhất năm 938 của quân và dân ta dưới sự lãnh đạo Ngô Quyền; được coi là một đài tưởng niệm vị anh hùng dân tộc Ngô Quyền - ông tổ trung hưng của nền độc lập Việt Nam.
Trong số 4 nơi thờ Ngô Quyền tại địa bàn quận Hải An thì Từ Lương Xâm được coi là “từ cả” bởi cách đây 1.075 năm về trước nơi đây chính là đại bản doanh của Ngô Quyền đại phá quân Nam Hán. Từ xa xưa, Từ Lương Xâm trở thành trung tâm sinh hoạt văn hóa, tín ngưỡng của dân làng, được mở hội hàng năm vào đúng ngày 16 tháng Giêng âm lịch (ngày hóa của Ngô Quyền), các nơi khác sang ngày 17 tháng Giêng mới tiến hành lễ hội. 